# أذينة عهنية
الأذينة العهنية أو زُهَيرَة  (باللاتينية: Phlomis floccosa) نوع نباتي يتبع جنس الأذينة  من الفصيلة الشفوية.

## الموئل والانتشار
موطنها المغرب العربي ومصر وكريت.

## مرادفات للاسم العلمي
- (باللاتينية: Phlomis bicolor (Viv.) Benth.)